# 陈日新 (朔州市政协主席)
陳日新（1932年6月—2007年12月），山西大同人，中华人民共和国政治人物，第七届全国人民代表大会代表。曾任大同礦務局局長、朔州市政協主席等職。曾任平朔煤炭工业公司党委书记、总经理，在邓小平亲自允许下，与美国合作开发安太堡露天煤矿，开创了中美合资开发煤矿的“平朔模式”。针对平朔地区脆弱生态环境下的煤炭开发，其名言有“谁砍我的树，我砍谁的头”等。